# 가스가노미치역 (한신 전기 철도)
가스가노미치역(일본어: 春日野道駅, かすがのみちえき)은 일본 효고현 고베시 주오구에 있는 한신 전기철도 본선의 역이다. 역 번호는 HS 31이다.

## 역 구조
국도 제2호선의 바로 밑에 상대식 승강장 2면 2선의 구조를 갖는 지하역이다. 분기기, 절대 신호가 없어 정류장으로 분류된다.
2004년 9월 25일 첫차부터 새로운 승강장으로 전환되어 산노미야 방향에 서쪽 개찰구가 신설되었다. 2005년 8월 6일까지는 임시 사용 상태에서 승강장 유효 길이가 19m급 한신 차량 5량 편성분 밖에 없었고 평일 아침에 정차하는 히가시스마 행 준급행 6량 편성은 산노미야 방향 1량을 개방하지 않고 있었다. 이 때문에 한신 적동차 6량 편성의 산노미야 방향 선두차(1호차)에는 "하행 가스가노미치 역에는 이 문은 열리지 않는다."라는 스티커가 붙어 있었다. 동쪽 개찰구 및 새 지하도 설치 공사가 진척한 동년 8월 7일부터 구역사와 마찬가지로 한신 차량 6량 편성이 정차 가능하게 되었다. 다만, 2006년 10월 28일의 다이아 개정 이후에는 6량 편성 정차는 없다. 21m급의 긴키 닛폰 철도 차량 6량 편성 정차는 불가능하다.
2004년까지 옛 승강장은 승강장에서 선로를 낀 반대쪽(상하행선 간)에 일부 시설이 아직 철거된 상태로 남아 있으며 승강장에서 볼 수 있다.

### 승강장
| 승강장 | 노선   | 방향 | 행선                                         |
| ------ | ------ | ---- | -------------------------------------------- |
| 1      | ■ 본선 | 상행 | 아마가사키・오사카 (우메다)・난바・나라 방면 |
| 2      | ■ 본선 | 하행 | 고베 (산노미야)・아카시・히메지 방면         |

- 실제로는 구내에 상기 역 번호 표기는 없지만, 공식 사이트 내 그림에서는 상행 승강장이 1번, 하행 승강장이 2번으로 알려졌다.

## 역 주변
한큐전철 고베 본선에도 동명의 가스가노미치 역이 있지만 JR 고베 선의 선로를 넘어선 곳에 있어 직선 거리로 약 450m 거리에 있다. 두 역 사이에는 가스가노미치 상점가가 있다. 또한, 한큐 가스가노미치 역도 승강장의 폭이 좁아 한신 측에서 개선되고부터는 한큐 측은 더 좁아졌다.

### 히가시구치
- HAT고베
  - 고베 적십자 병원・일본 적십자사 효고 현 지부・효고 현 적십자 혈액 센터
  - 효고 현 재해 의료 센터
  - 효고 현 마음의 케어 센터
  - 고베 어린이 초기 응급 센터
  - 고베 방재 합동청사
    - 고베 지방 기상대
    - 해양 기상 학회
    - 자위대 효고 지방 협조 본부
    - 방재 미래관
    - 히토 미래관

  - 케이즈 덴키 HAT고베 가게
- MEGA 돈 키호테 고베 본점
- 후키아이 우체국
- 가스가노미치 상점가

### 니시구치
- 후키아이 경찰서
- 고베 히구레도리 우체국
- 다이안테이 시장
- 고베 제조 직공 대학

## 역사
- 1905년 4월 12일: 한신 본선의 개통과 동시에 영업 개시. 개통 당시에는 현 국도 제2호선 북쪽의 2차선 도로인 곳에 있었다.
- 1933년 6월 17일: 지하 선이 되면서 일단 폐지.
- 1934년 5월 1일: 지하역으로 개업.
- 1968년 4월 7일: 산요 전기철도가 한신 고베 고속선을 거쳐 오이시 역까지 직통 운전 개시.
- 1995년
  - 1월 17일: 한신・아와지 대지진 발생으로 한신 본선의 운행 취소로 인하여 영업 중지.
  - 2월 20일: 이와야 ~ 산노미야 역 구간 운행 재개에 따라 영업 재개.
- 1998년 2월 15일: 산요 전기철도, 산요 특급 한신 본선 노선 연장을 산노미야 역까지 단축하여 본 역에 정차하는 산요의 열차는 S특급과 보통으로 한정됨.
- 2001년
  - 3월 10일: 산요 전기철도 S특급과 보통의 한신 본선 노선 연장을 산노미야 역까지 단축하고 본 역에 정차하는 산요의 영업 열차는 소멸됨.
  - 11월 6일: 역 시설 개량 공사 시작.
- 2004년
  - 9월 25일: 새로운 승강장(상대식)의 임시 사용 개시(유효 길이 5량 편성) 및 서쪽 개찰구 신설.
  - 9월 27일: 6량 편성(평일 아침 하행 준급) 고베 방향 1량의 문을 차단 정차(2005년 8월 6일까지).
- 2005년 8월 7일: 배리어 프리 설비, 승강장 연장부의 사용 개시.
- 2006년
  - 3월 27일: 역 시설 개량 공사 완성.
  - 10월 28일: 준급의 본 역 출입이 없어지고 전 우등 열차가 통과역이 됨.
- 2014년 4월 1일: 역 번호 도입.

## 사진

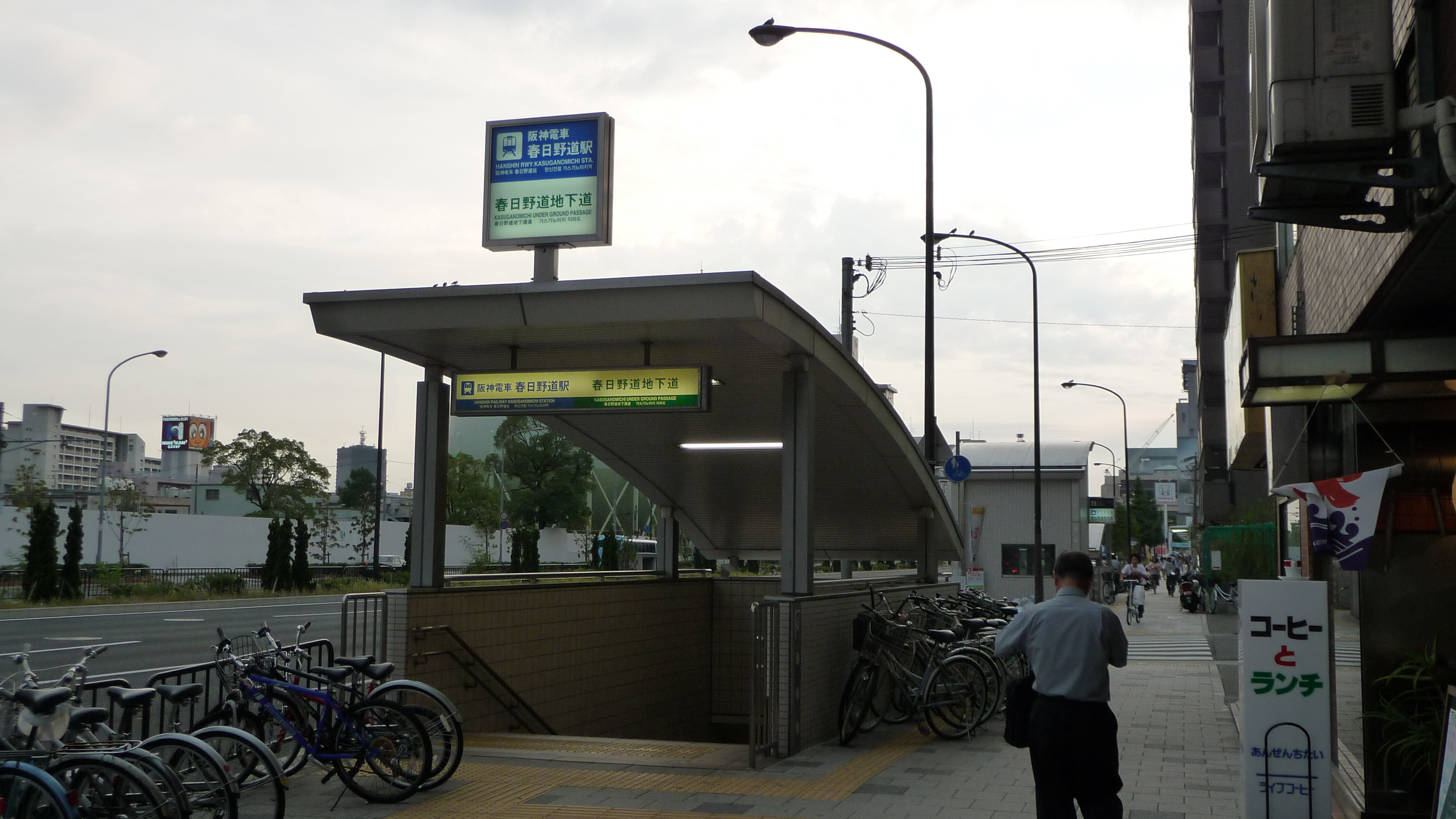
동쪽 출입구
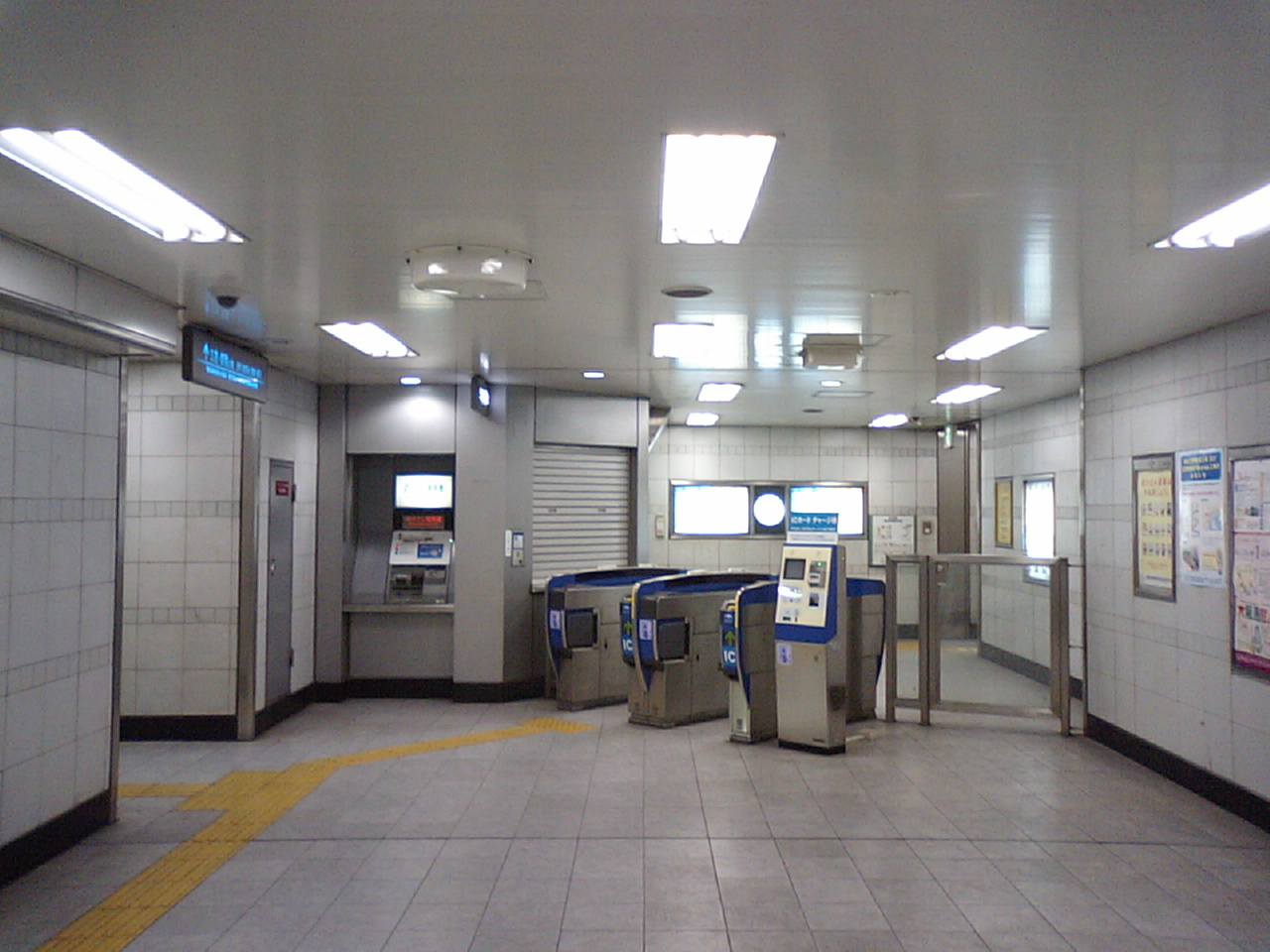
서쪽 개찰구
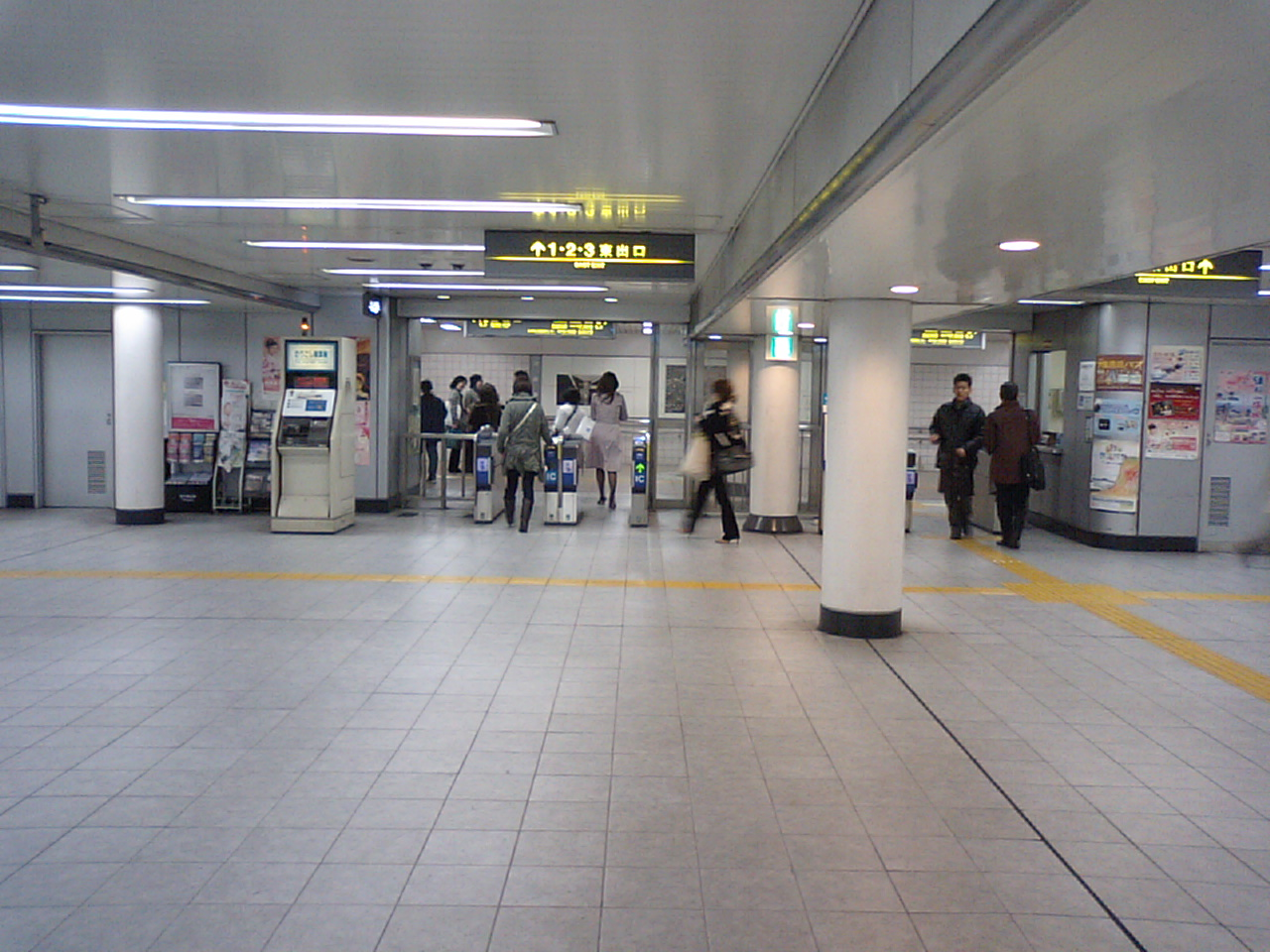
동쪽 개찰구

## 인접역
| 한신 전기철도 ■ 본선     | 한신 전기철도 ■ 본선 | 한신 전기철도 ■ 본선             |
| ------------------------ | -------------------- | -------------------------------- |
| HS 30 이와야 우메다 방면 | ■ 보통               | 고베산노미야 HS 32 신카이치 방면 |